# 30. Arany Málna-gála
A 30. Arany Málna-gálán (Razzies) – egyfajta ellen-Oscar-díjként – az amerikai filmipar 2009. évi legrosszabb filmjeit, illetve azok alkotóit díjazták kilenc kategóriában. A „győztesek” kihirdetésére – a hagyományoknak megfelelően – a 82. Oscar-gála előtti napon, 2010. március 6-án került sor a hollywoodi Barnsdall Gallery Színházában. Az értékelésben az USA 47 államában és 19 külföldi országban élő 657 filmrajongó, kritikus, újságíró és filmes szakember G.R.A.F.-tag  vett részt.
A jelöléseket 2010. február 1-jén hozták nyilvánosságra. A legtöbb jelölést – összesen hetet –
kapott a Transformers: A bukottak bosszúja, valamint Az elveszettek földje. Ezeket követte 6 jelöléssel a G. I. Joe: A kobra árnyéka, 5-5 jelöléssel az Ő a megoldás és a Vén csontok, majd 4 jelöléssel az Alkonyat – Újhold. A legtöbb díjat a Transformers folytatása kapta: 3 díjat „nyert el”. Két díjat ítéltek oda az Ő a megoldásnak, s további négy film kapott még 1-1 „elismerést”.
Az Arany Málna díj 30. évfordulója előtt tisztelegve három különleges kategóriában is osztottak díjakat, amelyekkel az évtized legrosszabbnak talált filmjét (Háború a Földön), színészét (Eddie Murphy), illetve színésznőjét (Paris Hilton) „jutalmazták”, a 2000 és 2009 közötti időszakra vonatkozóan.
Sandra Bullock, aki egyébként A szív bajnokai című filmdrámában nyújtott alakításáért másnap, a 82. Oscar-gálán átvehette a legjobb színésznőnek járó trófeát, személyesen megjelent, hogy átvegye a legrosszabb női főszereplő és a legrosszabb filmes páros díjakat, melyeket az Ő a megoldás című vígjátékáért kapott. A színpadra bevonulva egy kis piros kocsit húzott maga után, tele DVD-vel, hogy a mintegy 300 fős közönség minden tagját megajándékozhassa az Ő a megoldás egy példányával. A jó humorérzékkel megáldott színésznő felemlítve, hogy miután korábban megígérte, ha ő nyeri a díjat, azt személyesen fogja átvenni, az Arany Málna szavazói külön szavaztak arról, hogy vajon valóban elmegy-e a díjkiosztóra, a következőket mondta: "És én nem tudtam, hogy Hollywoodban, az embernek csak annyit kell tennie, hogy azt mondja, meg akarok jelenni a gálán, és akkor megkapja a díjat. Ha tudtam volna, már régen mondtam volna, hogy megjelenek az Oscaron.” Ő volt az első művész, aki egy Oscart és egy Razziet is nyert egyazon hétvégén.
J. David Shapiro immár a második alkalommal kapott díjat a Háború a Földön filmjéért: először 2001-ben a legrosszabb forgatókönyv, a 2010-ben pedig az évtized legrosszabb filmjeként. Shapiro megjelent a díjkiosztón, hogy átvegye a díjat. Beszédében idézte a The New York Times kritikáját, miszerint „a Háború a Földön az emberi faj kipusztulásáról szól, és miután megnéztem ezt a filmet, mindent meg is tettem érte”.

## Díjazottak és jelöltek
| „Győztes” |

| Kategória                                                  | „Győztesek” és jelöltek |
| ---------------------------------------------------------- | --- |
| Legrosszabb film                                           | Transformers: A bukottak bosszúja, producer: Ian Bryce, Tom DeSanto és Lorenzo di Bonaventura (DreamWorks/Paramount) |
| Legrosszabb film                                           | Az elveszettek földje, producer: Sid Krofft, Marty Krofft és Jimmy Miller (Universal) |
| Legrosszabb film                                           | G. I. Joe: A kobra árnyéka, producer: Stephen Sommers, Lorenzo di Bonaventura és Bob Ducsay (Paramount/Hasbro) |
| Legrosszabb film                                           | Ő a megoldás, producer: Sandra Bullock, Mary McLaglen (20th Century Fox) |
| Legrosszabb film                                           | Vén csontok, producer: Andrew Panay, Peter Abrams és Robert Levy (Disney) |
| Legrosszabb előzményfilm, remake, koppintás vagy folytatás | Az elveszettek földje, producer: Sid Krofft, Marty Krofft és Jimmy Miller (Universal) – az 1974-es Land of the Lost sorozat adaptációja |
| Legrosszabb előzményfilm, remake, koppintás vagy folytatás | Alkonyat – Újhold, producer: Wyck Godfrey és Karen Rosenfelt (Summit) – az Újhold c. regény adaptációja, az Alkonyat folytatása. |
| Legrosszabb előzményfilm, remake, koppintás vagy folytatás | A rózsaszín párduc 2., producer: Robert Simonds (Columbia/20th Century Fox) – a 2006-os Rózsaszín párduc folytatása |
| Legrosszabb előzményfilm, remake, koppintás vagy folytatás | G. I. Joe: A kobra árnyéka, producer: Stephen Sommers, Lorenzo di Bonaventura és Bob Ducsay (Paramount/Hasbro) – a G.I. Joe-franchise adaptációja                                                                                             |
| Legrosszabb előzményfilm, remake, koppintás vagy folytatás | Transformers: A bukottak bosszúja, producer: Ian Bryce, Tom DeSanto és Lorenzo di Bonaventura (DreamWorks/Paramount) – a Transformers folytatása                                                                                              |
| Legrosszabb férfi főszereplő                               | A Jonas Brothers – Jonas Brothers: A 3D koncertélmény! |
| Legrosszabb férfi főszereplő                               | Will Ferrell – Az elveszettek földje |
| Legrosszabb férfi főszereplő                               | Steve Martin – A rózsaszín párduc 2. |
| Legrosszabb férfi főszereplő                               | Eddie Murphy – Seholország |
| Legrosszabb férfi főszereplő                               | John Travolta – Vén csontok |
| Legrosszabb női főszereplő                                 | Sandra Bullock – Ő a megoldás |
| Legrosszabb női főszereplő                                 | Beyoncé – Őrült szenvedély |
| Legrosszabb női főszereplő                                 | Miley Cyrus – Hannah Montana – A film |
| Legrosszabb női főszereplő                                 | Megan Fox – Ördög bújt beléd és Transformers: A bukottak bosszúja |
| Legrosszabb női főszereplő                                 | Sarah Jessica Parker – Hova lettek Morganék? |
| Legrosszabb férfi mellékszereplő                           | Billy Ray Cyrus – Hannah Montana – A film |
| Legrosszabb férfi mellékszereplő                           | Hugh Hefner (saját maga) – Miss Március |
| Legrosszabb férfi mellékszereplő                           | Robert Pattinson – Alkonyat – Újhold |
| Legrosszabb férfi mellékszereplő                           | Jorma Taccone – Az elveszettek földje |
| Legrosszabb férfi mellékszereplő                           | Marlon Wayans – G. I. Joe: A kobra árnyéka |
| Legrosszabb női mellékszereplő                             | Sienna Miller – G. I. Joe: A kobra árnyéka |
| Legrosszabb női mellékszereplő                             | Candice Bergen – A csajok háborúja |
| Legrosszabb női mellékszereplő                             | Ali Larter – Őrült szenvedély |
| Legrosszabb női mellékszereplő                             | Kelly Preston – Vén csontok |
| Legrosszabb női mellékszereplő                             | Julie White – Transformers: A bukottak bosszúja |
| Legrosszabb filmes páros                                   | Sandra Bullock és Bradley Cooper – Ő a megoldás |
| Legrosszabb filmes páros                                   | Bármelyik kettő (vagy több) Jonas Brothers – Jonas Brothers: A 3D koncertélmény! |
| Legrosszabb filmes páros                                   | Will Ferrell és bármelyik sztár, kreatúra vagy komikus jelenség – Az elveszettek földje |
| Legrosszabb filmes páros                                   | Shia LaBeouf és Megan Fox vagy bármelyik Transformer – Transformers: A bukottak bosszúja |
| Legrosszabb filmes páros                                   | Kristen Stewart és Taylor Lautner vagy Robert Pattinson – Alkonyat – Újhold |
| Legrosszabb rendező                                        | Michael Bay – Transformers: A bukottak bosszúja |
| Legrosszabb rendező                                        | Walt Becker – Vén csontok |
| Legrosszabb rendező                                        | Brad Silberling – Az elveszettek földje |
| Legrosszabb rendező                                        | Stephen Sommers – G. I. Joe: A kobra árnyéka |
| Legrosszabb rendező                                        | Phil Traill – Ő a megoldás |
| Legrosszabb forgatókönyv                                   | Transformers: A bukottak bosszúja, írta: Ehren Kruger, Roberto Orci és Alex Kurtzman |
| Legrosszabb forgatókönyv                                   | Alkonyat – Újhold, forgatókönyv: Melissa Rosenberg; Stephenie Meyer regénye alapján |
| Legrosszabb forgatókönyv                                   | Az elveszettek földje, írta: Chris Henchy és Dennis McNicholas; Sid és Marty Krofft 1974-es Az elveszettek földje című sorozata alapján |
| Legrosszabb forgatókönyv                                   | G. I. Joe: A kobra árnyéka, forgatókönyv: Stuart Beattie, David Elliot és Paul Lovett; Larry Hama G.I. Joe: A Real American Hero című képregényének felhasználásával Michael B. Gordon, Beattie és Stephen Sommers által írt történet alapján |
| Legrosszabb forgatókönyv                                   | Ő a megoldás, írta: Kim Barker |

### A kategóriákban előforduló filmek
| Jelölés | Díj | Magyar cím                          | Eredeti cím                               |
| ------- | --- | ----------------------------------- | ----------------------------------------- |
| 7       | 3   | Transformers: A bukottak bosszúja   | Transformers: Revenge of the Fallen       |
| 7       | 1   | Az elveszettek földje               | Land of the Lost                          |
| 6       | 1   | G. I. Joe: A kobra árnyéka          | G.I. Joe: The Rise of Cobra               |
| 5       | 2   | Ő a megoldás                        | All About Steve                           |
| 5       | 0   | Vén csontok                         | Old Dogs                                  |
| 4       | 0   | Alkonyat – Újhold                   | The Twilight Saga: New Moon               |
| 2       | 1   | Hannah Montana – A film             | Hannah Montana: The Movie                 |
| 2       | 1   | Jonas Brothers: A 3D koncertélmény! | Jonas Brothers: The 3D Concert Experience |
| 2       | 0   | A rózsaszín párduc 2.               | The Pink Panther 2                        |
| 2       | 0   | Őrült szenvedély                    | Obsessed                                  |
| 2       | 0   | Seholország                         | Imagine That                              |
| 1       | 0   | A csajok háborúja                   | Bride Wars                                |
| 1       | 0   | Hova lettek Morganék?               | Did You Hear About the Morgans?           |
| 1       | 0   | Miss Március                        | Miss March                                |
| 1       | 0   | Ördög bújt beléd                    | Jennifer's Body                           |

## Az évtized legrosszabbjai
| „Győztes” |

| Kategória                          | „Győztesek” és jelöltek |
| ---------------------------------- | --- |
| Az évtized legrosszabb színésze    | Eddie Murphy – Az üresfejű, Én, a kém, Pluto Nash – Hold volt, hold nem volt…, Norbit, Seholország és Showtime – Végtelen és képtelen             |
| Az évtized legrosszabb színésze    | Ben Affleck – A felejtés bére, Apja lánya, Daredevil – A fenegyerek, Gengszter románc, Pearl Harbor – Égi háború és Túlélni a karácsonyt          |
| Az évtized legrosszabb színésze    | Mike Myers – A macska – Le a kalappal! és Love Guru                                                                                               |
| Az évtized legrosszabb színésze    | Rob Schneider – Férj és férj, Kiscsávó, Lúzer SC, Nagyi szeme fénye, Sátánka – Pokoli poronty, Tök állat, Tök alsó 2. – Európai turné, Tökös csaj |
| Az évtized legrosszabb színésze    | John Travolta – A vér kötelez, Háború a Földön, Kardhal, Telitalálat és Vén csontok                                                               |
| Az évtized legrosszabb színésznője | Paris Hilton – A dögös és a dög, Repo! – A genetikus opera és Viasztestek                                                                         |
| Az évtized legrosszabb színésznője | Mariah Carey – Glitter |
| Az évtized legrosszabb színésznője | Lindsay Lohan – Cserebere szerencse, Kicsi kocsi – Tele a tank és Tudom, ki ölt meg                                                               |
| Az évtized legrosszabb színésznője | Jennifer Lopez – Álmomban már láttalak, Anyád napja, Angyali szemek, Apja lánya, Gengszter románc, Most már elég! és Szeretném, ha szeretnél      |
| Az évtized legrosszabb színésznője | Madonna – A második legjobb dolog, Halj meg máskor és Hullámhegy                                                                                  |
| Az évtized legrosszabb filmje      | Háború a Földön (2000, Warner Bros.) – 7 „győzelem” a 21. Arany Málna-gálán                                                                       |
| Az évtized legrosszabb filmje      | Eszement Freddy (2001, 20th Century Fox) – 5 „győzelem” a 22. Arany Málna-gálán                                                                   |
| Az évtized legrosszabb filmje      | Gengszter románc (2003, Columbia / Revolution Studios) – 6 „győzelem” a 24. Arany Málna-gálán                                                     |
| Az évtized legrosszabb filmje      | Tudom, ki ölt meg (2007, Sony/TriStar) – 8 „győzelem” a 28. Arany Málna-gálán                                                                     |
| Az évtized legrosszabb filmje      | Hullámhegy (2002, Screen Gems) – 5 „győzelem” a 23. Arany Málna-gálán                                                                             |